# Île Magdalena (détroit de Magellan)
Pour les articles homonymes, voir Île Magdalena.
L'île Magdalena (en espagnol : isla Magdalena) est une île chilienne située dans le détroit de Magellan. 

## Description
L’île possède l'une des plus grandes rookeries de manchots de Magellan (Spheniscus magellanicus) du sud du Chili. C'est une aire protégée nommée monument naturel Los Pingüinos. Entre 2001 et 2002, un recensement comptabilise 60 000 manchots. L'île est accessible par bateau depuis Punta Arenas et possède un phare du même nom habité et visitable.